# Gottfried Korff
Gottfried Korff (* 9. Mai 1942 in Düsseldorf; † 16. Dezember 2020 in Berlin) war ein deutscher Volkskundler und Kulturwissenschaftler.

## Leben
Nach dem Studium der Geschichtswissenschaft, Ethnologie und Kunstgeschichte in Köln, Bonn und Tübingen war er an Museen in Bonn und Berlin tätig. Von 1978 bis 1982 wirkte er als Generalsekretär der Preußenausstellung im Berliner Martin-Gropius-Bau.
Von 1982 bis zu seiner Emeritierung war Korff Professor für Empirische Kulturwissenschaft an der Eberhard Karls Universität Tübingen am Ludwig-Uhland-Institut. Daneben hatte er Gastprofessuren in Wien und Zürich inne und beriet Museen und Kulturträger. Unter anderem im Jahr 2012 saß er im wissenschaftlichen Beirat des Militärgeschichtlichen Forschungsamts.

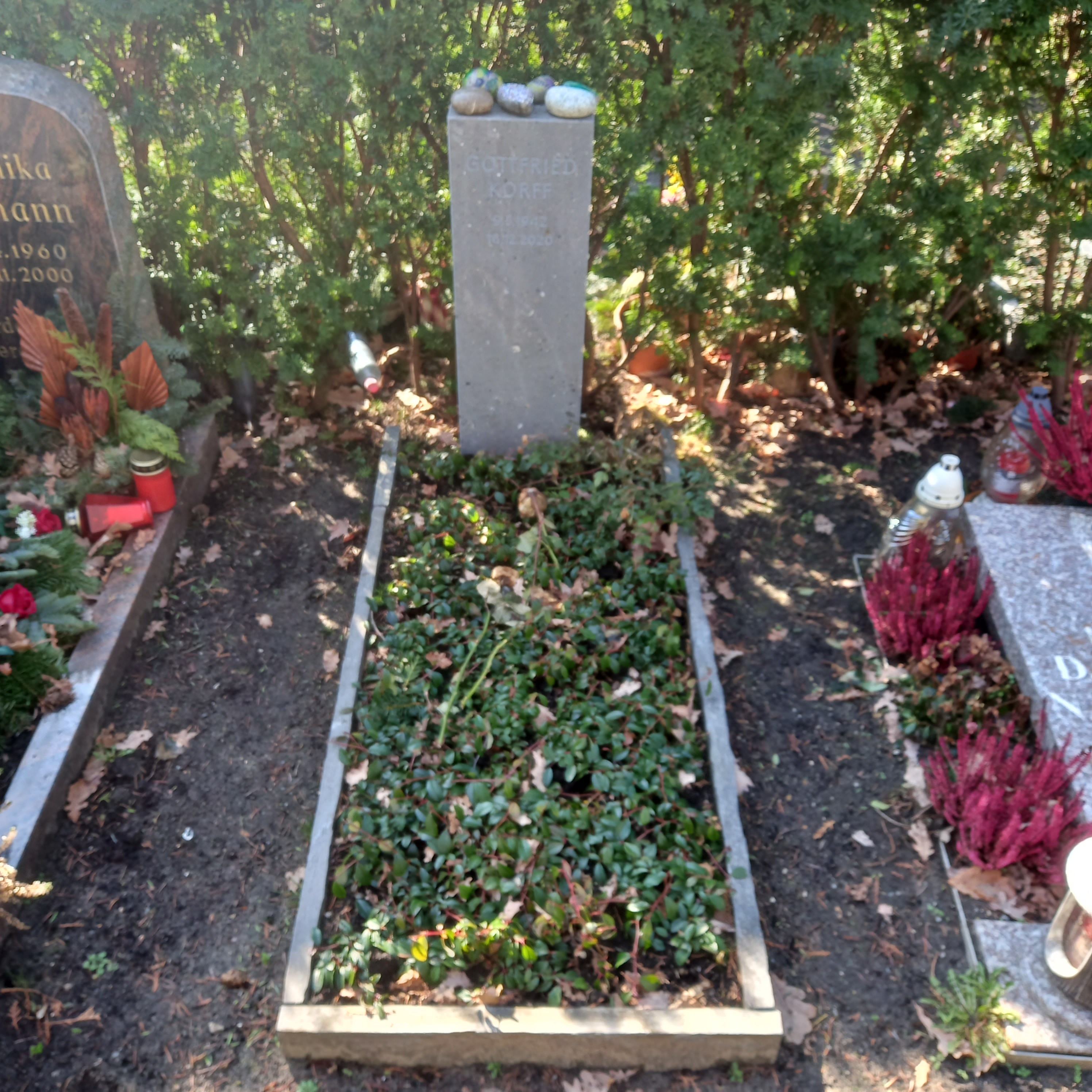
Das Grab von Gottfried Korff auf dem Friedhof Grunewald in Berlin

Seine Themenschwerpunkte waren Museologie, Symbolanalyse, populäre Frömmigkeit sowie Erinnerungskultur. Er vertrat eine international und interdisziplinär geöffnete volkskundliche Kulturwissenschaft historischer und ethnografischer Ausrichtung mit einem besonderen Blick für die Rolle der Zeichen und Dinge in der Alltagskultur und Kulturvermittlung. Zahlreiche seiner Schülerinnen und Schüler bekleiden heute wichtige Positionen in der kulturwissenschaftlichen Forschung und Lehre und im Museumswesen im gesamten deutschsprachigen Raum und darüber hinaus.

## Ausstellungen
- Preußen – Versuch einer Bilanz, Berlin 1981
- Berlin 1987
- 13 Dinge, (Museum der Alltagskultur, 1992–93)[4]
- Feuer und Flamme, (Gasometer Oberhausen, 1994)
- mittendrin (Kraftwerk Vockerode, 1998)
- Sonne, Mond und Sterne (Kokerei Zollverein Essen, 1999)
- 38 Dinge (Tübingen, 2006)

## Werke
- Simplizität und Sinnfälligkeit. Volkskundliche Studien zu Ritual und Symbol. (Untersuchungen des Ludwig-Uhland-Instituts der Universität Tübingen; 113). Tübinger Vereinigung für Volkskunde, Tübingen 2013. ISBN 978-3-932512-76-6.
- Gottfried Korff (Hrsg.): Alliierte im Himmel: populare Religiosität und Kriegserfahrung. (Untersuchungen des Ludwig-Uhland-Instituts der Universität Tübingen; 99) Tübinger Vereinigung für Volkskunde, Tübingen 2006. ISBN 3-932512-36-7
- Gottfried Korff (Hrsg.): KriegsVolksKunde: zur Erfahrungsbindung durch Symbolbildung. (Untersuchungen des Ludwig-Uhland-Instituts der Universität Tübingen; Bd. 98) Tübinger Vereinigung für Volkskunde, Tübingen 2005. ISBN 3-932512-28-6
- Gottfried Korff. Hrsg. von Martina Eberspächer: Museumsdinge : deponieren – exponieren. Böhlau, Köln; Weimar; Wien 2002. ISBN 3-412-04202-1
- Gottfried Korff (Hrsg.): Alltagskultur passé?: Positionen und Perspektiven. Tübinger Vereinigung für Volkskunde, Tübingen 1993. ISBN 3-925340-81-5
- Wörter – Sachen – Sinne: eine kleine volkskundliche Enzyklopädie. (Studien & Materialien des Ludwig-Uhland-Instituts der Universität Tübingen ; 9) Tübinger Vereinigung für Volkskunde, Tübingen 1992. ISBN 3-925340-75-0
- Gottfried Korff (Hrsg.): Das historische Museum: Labor, Schaubühne, Identitätsfabrik Campus Verlag, Frankfurt/Main 1990. ISBN 3-593-34349-5
- Wilde Masken: ein anderer Blick auf die Fasnacht. Begleitband zu einer Ausstellung im Haspelturm des Tübinger Schlosses 26. Januar – 5. März 1989. Ludwig-Uhland-Institut für empirische Kulturwissenschaft d. Univ. Tübingen Leitung: Gottfried Korff. Tübinger Vereinigung für Volkskunde, Tübingen 1989. ISBN 3-925340-58-0
- Ludwig Uhland: Dichter – Politiker – Gelehrter Mit Beitr. von Gottfried Korff ... Hrsg. von Hermann Bausinger. Attempto-Verlag, Tübingen 1988. ISBN 3-89308-011-2
- Gottfried Korff (Hrsg.): Berlin, Berlin: die Ausstellung zur Geschichte der Stadt. Nicolai, Berlin 1987. ISBN 3-87584-214-6
- Flick-Werk: Reparieren und Umnutzen in der Alltagskultur. Begleith. zur Ausstellung im Württemberg. Landesmuseum Stuttgart vom 15. Oktober – 15. Dezember 1983 / Ludwig-Uhland-Inst. für Empir. Kulturwiss. d. Univ. Tübingen ; Württemberg. Landesmuseum Stuttgart, Volkskundl. Sammlung. [Ltg.: Gottfried Korff]. Württemberg. Landesmuseum, Stuttgart 1983.
- Gottfried Korff (Hrsg.): Preußen – Versuch einer Bilanz. Rowohlt, Reinbek bei Hamburg 1981. ISBN 3-499-34001-1
- Heiligenverehrung in der Gegenwart: Empirische Untersuchungen in der Diözese Rottenburg, Tübinger Vereinigung für Volkskunde, Tübingen 1970 (= Untersuchungen des Ludwig-Uhland-Instituts der Universität Tübingen, Band 29, zugleich Dissertation an der Universität Tübingen, Fachbereich Sozial- und Verhaltenswissenschaften 1971).